# Vikingamuseet Trelleborgen

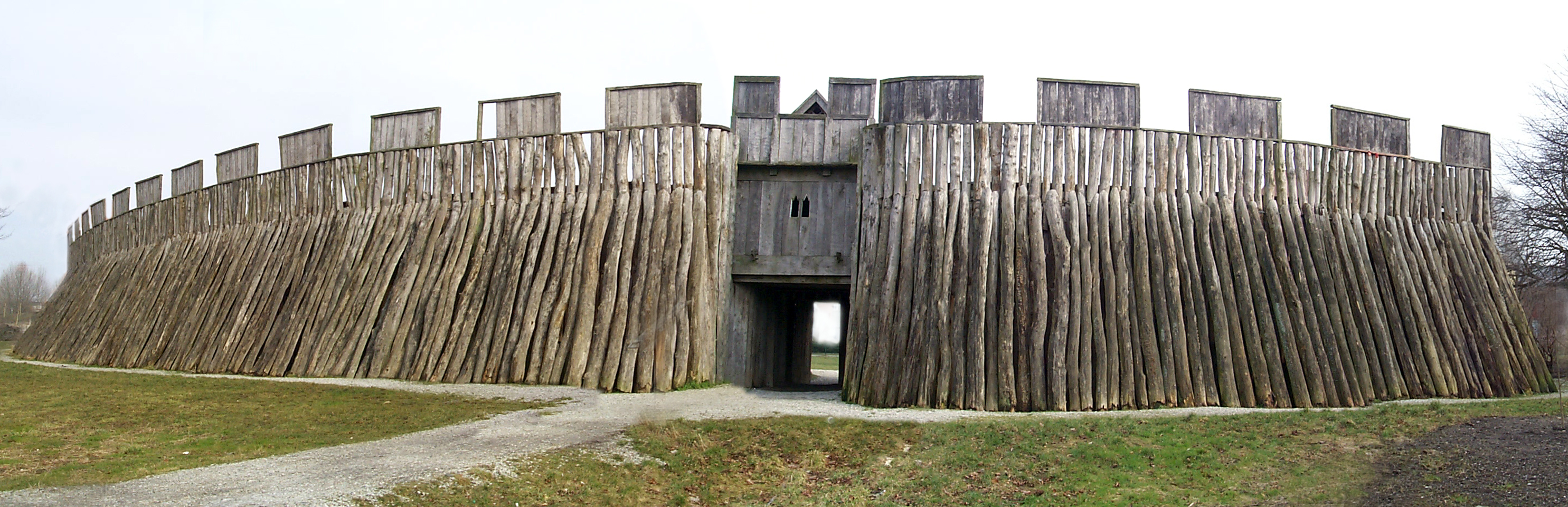
Vikingamuseet Trelleborgen

Vikingamuseet Trelleborgen is een museum in het Zweedse Trelleborg. Het museum belicht de tijd van de Vikingen. Het openluchtmuseum bestaat uit een gereconstrueerd vikingfort (gebaseerd op de opgravingen uit 1988) en een gereconstrueerde vikingboerderij met langhuis. In de permanente tentoonstelling Borgen vid havet (de stad aan zee) wordt met behulp van archeologische vondsten en multimedia de geschiedenis van Trelleborg uit de doeken gedaan.